# もろこし

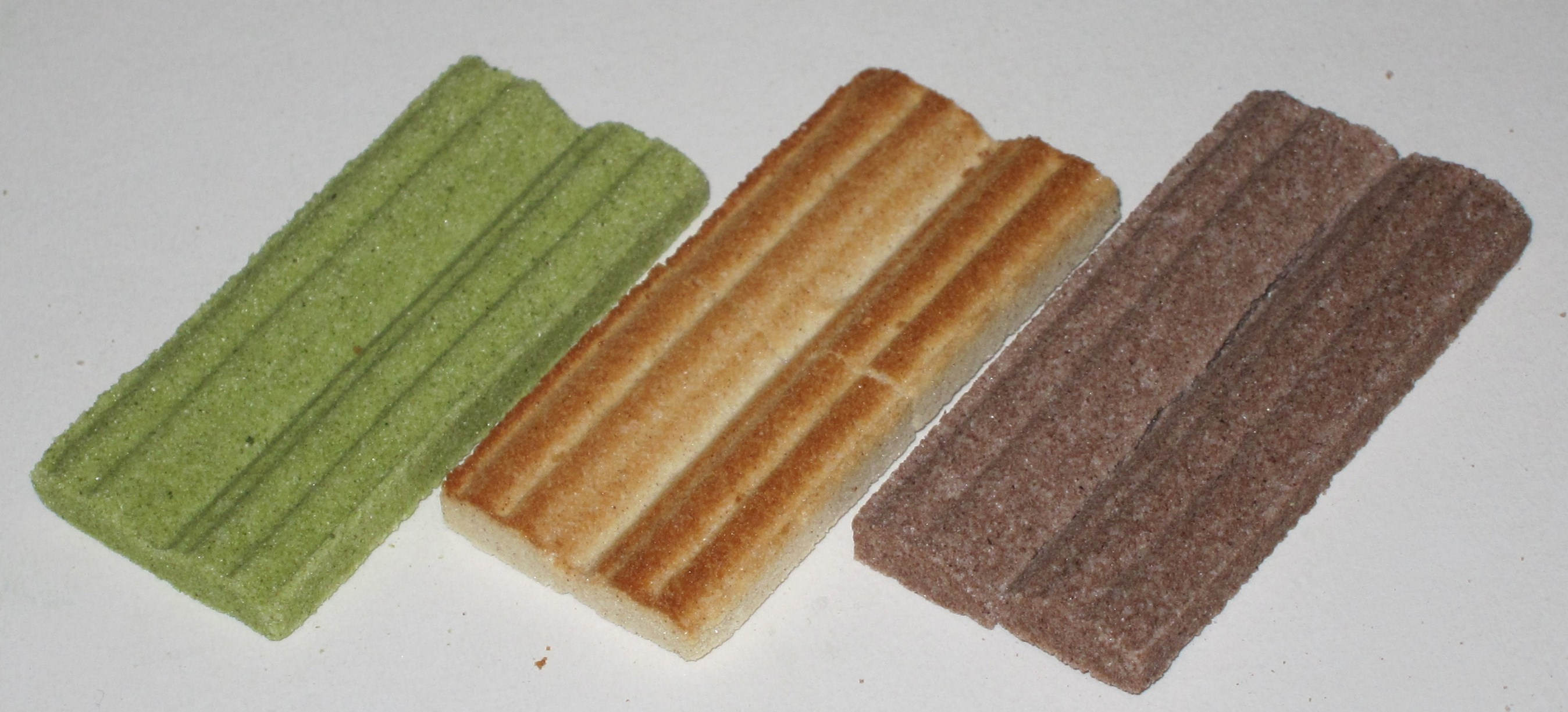
もろこし（唐土庵、左から抹茶、うす焼きもろこし、あんこ）

もろこし（諸越）は、秋田県地方で作られている小豆粉を使用した銘菓であり、落雁の一種である。

## 概要
もろこしまたは秋田諸越（あきたもろこし）と呼ばれることが多いが、地方によっては「唐土」や「諸粉子」とも書かれることがある。これはトウモロコシを意味する「もろこし」ではなく、材料に小豆を使用することが特徴である。
伝統的には小豆粉を木などで造った枠に入れ、乾燥させて固めたものに焼きを入れて作られる。300年以上の歴史があるが、現代では伝統的製法から機械化への移行が進んでおり、材料は小豆粉に砂糖や和三盆を一緒に混ぜたものが多い。ただし原料や製法を変えて作られるものもあり、抹茶や黒糖などを加えて色がつけられたものもある。その形と模様は文字や縁起物のほか、なまはげ、秋田犬、秋田蕗など秋田の代表的なモチーフが入ったものも多く、土産品としての工夫の中で現代的に可愛らしくデザインされたものも作られるようになった。
和菓子の中でも打物と呼ばれる部類に属する堅い菓子だが、口の中に入れると甘い粉がゆっくりさらさらと融けるため、緑茶のお茶請けに向いている。また、八ツ橋に対する生八ツ橋と同様の派生商品として、焼きを入れず生で作った柔らかい生タイプのもろこしも開発され販売されている。
「秋田諸越」として地域団体商標に登録されている。

## 由来
諸説あり定説はないが、江戸時代の宝永2年（1705年）に久保田藩4代藩主・佐竹義格が臣下の功をねぎらうため煎米菓子を作らせたのが始まりなど、藩主に関わるものが知られている。漢字表記の「諸越」は、菓子店「杉山寿山堂」の初代・杉山良作が小豆の粉を使用した菓子を義格へ献上した時に、「諸々の菓子を越えて風味良し」との評を得て銘を受けたことによるものと伝わる。
異説としては、中国（唐）から伝来してきたものは何でも「もろこし」と呼んでいたことの名残というものがある。